# Günter Rombold
Günter Rombold (* 2. Jänner 1925 in Stuttgart; † 10. Dezember 2017 in Linz) war ein österreichischer Theologe, Philosoph, Kunsthistoriker, Priester, Hochschullehrer, Kunstsammler und Autor.

## Leben
Günter Rombold kam 1941 mit seinen Eltern nach Linz, maturierte 1943 an der Oberschule für Jungen in Linz, war von 1943 bis 1945 Soldat bei der Wehrmacht, studierte dann an der Diözesanlehranstalt Linz Theologie und wurde 1949 zum Priester geweiht. Er war einige Jahre in der Pfarrseelsorge als Kaplan tätig (Helpfau-Uttendorf, Linz-Stadtpfarre).
Sein Doktorat in Theologie erwarb er an der Katholisch-Theologischen Fakultät der Universität Graz (1954) und jenes in Philosophie und Kunstgeschichte an der Universität München (1958). 1958/1959 unterrichtete er als Religionsprofessor am Bundesrealgymnasium Hummelhof, danach bis 1975 am Akademischen Gymnasium Linz.
1969 übernahm er einen Lehrauftrag und 1972 wurde er als Professor für Philosophie an die Katholisch-Theologische Privatuniversität Linz berufen, wo er 1984 das Institut für Kunst und Kirchenbau gründete, das 2005 in Verbindung mit dem Fachbereich Philosophie als Institut für Kunstwissenschaft und Philosophie ad instar facultatis (lateinisch anstelle einer Fakultät) einer Fakultät gleichgestellt wurde. Von 1984 bis 1986 war er Rektor der Hochschule. Er emeritierte 1991 als Ordinarius für Philosophie und 1995 als Ordinarius für Kunstwissenschaft und Ästhetik.

## Ausstellungs- und Sammlungswesen
Von 1992 bis 2003 war Rombold Obmann des Linzer Diözesankunstvereins. Er war auch Mitglied der Künstlervereinigung MAERZ.
Als Redakteur der Zeitschriften Christliche Kunstblätter (1958–1970), Kunst und Kirche (1971–1990) sowie als Herausgeber der Zeitschrift Kunst und Kirche (1991–1999) hatte er Gelegenheit einen Brückenschlag zwischen Kirche und bildender Kunst herbeizuführen und organisierte Ausstellungen und Künstlerbegegnungen.
Nachdem Rombold 1980 an der Ausstellung Zeichen des Glaubens – Geist der Avantgarde in Berlin mitgearbeitet hatte, konzipierte er 1981 die Ausstellung Christusbild im 20. Jahrhundert in der Neuen Galerie der Stadt Linz. Von 1981 bis 1996 leitete er die Jury des Otto-Mauer-Preises in Wien und konzipierte 1986 die Ausstellung Otto-Mauer-Preisträger an der Akademie der Bildenden Künste Wien.
1999 stellte Rombold die von ihm gesammelten Werke unter dem Titel Expressionismus und Meditation – Sammlung Rombold in der Neuen Galerie der Stadt Linz und anschließend in Český Krumlov, Magdeburg, Passau und Aschaffenburg aus. 2002 übergab er seine private Kunstsammlung dem Land Oberösterreich. 2009 wurde sie in einer Ausstellung unter dem Titel Expression und Meditation – Aus der Sammlung Rombold im Erzbischöflichen Dom- und Diözesanmuseum in Wien gezeigt.

## Auszeichnungen
- Kulturmedaille des Landes Oberösterreich (1999)
- Heinrich-Gleißner-Preis (2001)
- Landeskulturpreis für Theologie (2002)

## Schriften
- Im Spannungsfeld zwischen Kunst und Kirche. Ein außergewöhnliches Leben, Autobiographie, Linz 2008, ISBN 9783902330314
- Bilder – Sprache der Religion. Münster 2004 (= Ästhetik-Theologie-Liturgik Bd. 38), ISBN 3-8258-7923-2
- Ästhetik und Spiritualität. Stuttgart 1998, ISBN 9783460331259
- mit Horst Schwebel: Christus in der Kunst des 20. Jahrhunderts. Eine Dokumentation. Freiburg im Breisgau 1983, ISBN 3-451-19975-0
- Der Streit um das Bild. Zum Verhältnis von moderner Kunst und Religion. Stuttgart 1988, ISBN 9783460326217
- mit Peter Baum, Wolf Dieter Dube, Horst Schwebel und Franz Joseph van der Grinten: Christusbild im 20. Jahrhundert. Ausstellungskatalog, Neue Galerie der Stadt Linz, Wolfgang-Gurlitt-Museum, Linz 1981.
- Kunst – Protest und Verheißung. Linz 1976 (= Linzer Philosophisch-theologische Reihe Bd. 7), ISBN 3-85214-164-8
- Kirchen für die Zukunft bauen. Freiburg im Breisgau 1969.